# Fanny Rosenfeld
Fanny 'Bobbie' Rosenfeld (Dnipropetrovsk, Rússia, 28 de dezembro de 1904 – Toronto, 14 de novembro de 1969) foi uma multi-atleta canadense. Estrela do atletismo, basquetebol, hóquei, softbol e do tênis em seu país, foi campeã olímpica em Amsterdã 1928 e eleita a maior atleta feminina canadense da primeira metade (1901-1950) do século XX.
Sua família imigrou da Rússia quando ela ainda era criança e estabeleceu-se em Barrie, na província de Ontário, até 1922, quando mudou-se para Toronto. Foi na adolescência que ela se tornou uma grande atleta em diversos esportes e passou a ter o apelido de 'Bobbie', por causa de seu corte de cabelo que tinha esse nome -  curto com franjas longas - em voga na época. Em 1923, como principal jogadora do time de basquete do Y.W.H.A, o clube atlético judeu de Toronto, ela participou de uma corrida de 100 jardas e derrotou a campeã canadense da prova, passando a integrar a equipe de atletismo do Canadá.

## Superatleta
Além de jogadora de basquete e velocista, nos anos 1920, Bobbie foi jogadora de hóquei e considerada a mulher-maravilha do esporte no Canadá, no qual exerceu várias funções de direção na década seguinte.
Seu grande momento internacional como atleta veio nos Jogos Olímpicos de Amsterdã, em 1928, os primeiros jogos em que a presença de mulheres foi admitida no atletismo. Durante as seletivas ainda no Canadá, ela quebrou vários recordes nacionais, incluindo lançamento de disco e salto em distância. Sua marca qualificatória dos 100 metros ficou a centésimos de segundo do recorde mundial vigente.
Na prova dos 100 m, em Amsterdã, ela conquistou a medalha de prata - numa prova em que ela e a norte-americana Betty Robinson cruzaram a linha de chegada juntas e os juízes demoraram a decidir por uma vencedora - e dias depois tornou-se campeã olímpica, fechando o revezamento 4x100 metros, junto com Ethel Smith, Jane Bell e Myrtle Cook, estabelecendo novo recorde mundial de 48s4. Corredora eclética, ainda conquistou um quinto lugar nos 800 m.
Rosenfeld desenvolveu artrite em 1933 o que a impossibilitou de continuar competindo. Passou então a atuar como técnica de softbol e atletismo, até voltar-se para o jornalismo em 1937, escrevendo uma coluna sobre esportes femininos no Globe and Mail até 1957. Em 1949 foi introduzida no Hall da Fama dos Esportes do Canadá.